# Rada Najwyższa Głównych Mocarstw Sprzymierzonych i Stowarzyszonych
Rada Najwyższa Głównych Mocarstw Sprzymierzonych i Stowarzyszonych (ang. Supreme Council of the Principal Allied and Associated Powers, fr. Conseil suprême des principales puissances alliées et associées) − główny organ konferencji pokojowej w Paryżu (1919), złożony z szefów rządów Wielkiej Brytanii, Francji, USA, Włoch i Japonii. Czterech pierwszych określano mianem wielkiej czwórki. Po zakończeniu konferencji jej funkcje przejęła Rada Ambasadorów.
Rada w deklaracji z 8 grudnia 1919 zaproponowała linię demarkacyjną między wojskami polskimi i bolszewickimi zbieżną z nazywaną później linią Curzona.